# Turris cristata
Turris cristata é uma espécie de gastrópode do gênero Turris, pertencente a família Turridae.